# Chlorissa anadema
Chlorissa anadema là một loài bướm đêm trong họ Geometridae.